# Goldscheitel-Laubsänger

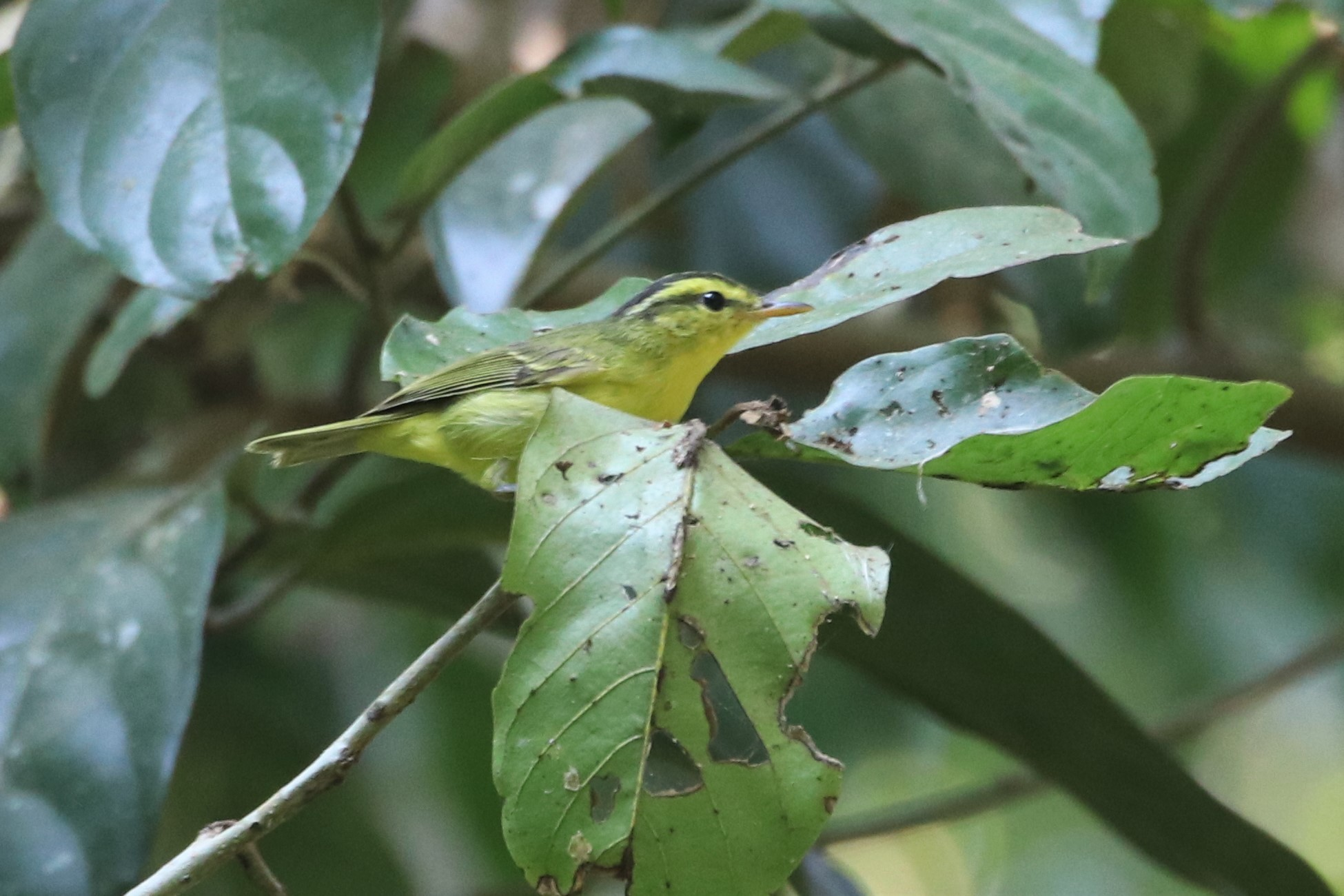
Goldscheitel-Laubsänger

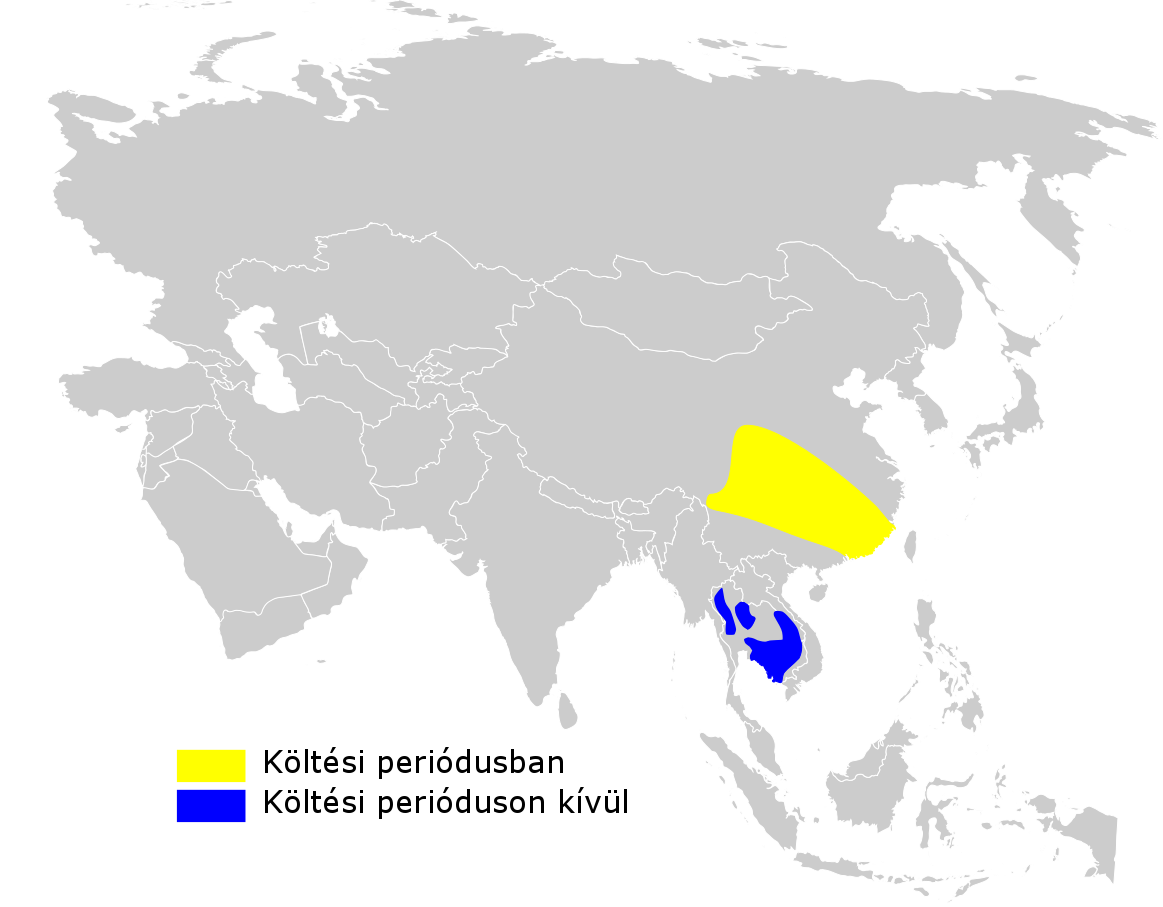
Verbreitung des Goldscheitel-Laubsängers (Phylloscopus ricketti):
Brutgebiete
Überwinterungsgebiete

Der Goldscheitel-Laubsänger (Phylloscopus ricketti) ist ein Singvogel aus der Gattung der Laubsänger (Phylloscopus). Das Artepitheton ehrt den britischen Bankier und Amateur-Ornithologen Charles Boughey Rickett (1851–1943), der lange Zeit in Asien als Vogelsammler tätig war.

## Merkmale
Der Goldscheitel-Laubsänger gehört mit einer Größe von 10 bis 11 Zentimetern zu den mittelgroßen Laubsängerarten. Er ist durch eine leuchtendgelbe Unterseite und ebenfalls leuchtendgelbe Kopfstreifen gekennzeichnet. An den schwarzen Kronenseiten sind hervorstehende Kopfzeichnungen zu erkennen. Über die Kronenmitte verläuft ein grünlichgelber Streifen. Am Nacken sind manchmal graue Strichel zu sehen. Der lange Überaugenstreif ist leuchtend gelb. Die Zügel und der Augenstreif sind schwarz. Die gelben Wangen und Ohrdecken sind oliv verwaschen. Die Oberseite ist leuchtend grünoliv. Die gelben Spitzen der großen Oberflügeldecken formen eine Flügelbinde.

## Verbreitung
Die Brutgebiete befinden sich in Zentral-, Süd- und Ostchina (im südlichen Gansu und Sichuan, östlich bis Hubei und Fujian, südlich bis Guizhou, im nördlichen Guangxi und im östlichen Guangdong) sowie in Zentral-Laos und im nördlichen Vietnam (Zentral-Annam). Als Wintergast wurde die Art im nördlichen und östlichen Thailand, im südlichen Laos und nördlichen Vietnam (westliches und östliches Tonkin, nördliches Annam) nachgewiesen.

## Lebensraum
Der Goldscheitel-Laubsänger bewohnt laubabwerfende und semi-immergrüne Wälder, Wacholderwälder, spärliche Vegetation sowie verkrüppelte Büsche an Hängen. Er ist in Höhenlagen bis 1500 m zu beobachten.

## Lebensweise
Über sein Brutverhalten und seine Wanderungen ist nur wenig bekannt. Die Brutzeit ist zwischen Mai und Juli. Eier wurden im Juni, Nestlinge im Juli gefunden. Das Nest befindet sich auf dem Boden zwischen Geröll oder etwa einem Meter über dem Boden in der Vegetation. Nach der Brutzeit zieht die Art in Richtung Süden. Der Goldscheitel-Laubsänger geht einzeln oder paarweise im Blätterdach auf Nahrungssuche. Er ernährt sich von kleinen Wirbellosen. Er ist sehr aktiv, läuft und hüpft zwischen dem Laub und sammelt seine Nahrung vom Laub und von den Zweigen auf. Häufig macht er von den Baumwipfeln Jagd auf Insekten.
Außerhalb der Brutzeit ist er oft mit anderen Vogelarten vergesellschaftet.

## Status
Die IUCN stuft den Goldscheitel-Laubsänger als nicht gefährdet (least concern) ein. In den Brutgebieten in China wird er als nicht häufig beschrieben. In den Überwinterungsgebieten in Zentral-Laos, im nördlichen Zentral-Vietnam, in Thailand und in Indochina ist er ein nicht häufiger bis örtlich häufiger Gast.